# Station Wrocław Osobowice
Station Wrocław Osobowice is een spoorwegstation in de Poolse plaats Wrocław.